# 2015-ös kokangi offenzíva
A 2015-ös kokangi offenzíva egy olyan katonai offenzíva volt, melyet a burmai hadsereg indított 2015. február 24-én Mianmar Shan államának északi részén, Kokangban. A hadsereg és a Mianmari Nemzeti Demokratikus Szövetség Hadserege között több összecsapás is lezajlott.

## Előzmények
A Mianmari Nemzeti Demokratikus Szövetség Hadserege (MNDAA) régebben hivatalosan a Kommunista Párt része volt, és a csoport 1989-es különválása után – a tucatnyi csoportosulás közül először – kétoldalú fegyverszüneti megállapodást kötött az akkori katonai kormánnyal. A Pheung Kya-shin vezetése alatt álló Kokagi Speciális Régió és az  MNDAA 1989. és 2009. között békésen együtt tudott dolgozni a kormánnyal.
Ennek 2009-ben vége lett, mikor az MNDAA-t arra kényszerítették, hogy a Burmai Hadsereg égisze alatt ezután Határvédelmi erőkként működjenek tovább. Az MNDAA ellenezte ezt a változtatást, és egyre több összetűzés alakult ki a két fegyveres testület között, aminek a hátterében ezen felül az MNDAA drogkereskedelemmel ápolt kapcsolatai is megtalálhatóak. A 2009-es kokangi incidens után Pheunget a hadseregen belüli ellenfelei elűzték, aki miután elfogató parancsot adtak ki ellene, elhagyta az országot.
2014. decemberben a kínai állami médiában azt nyilatkozta, hogy az MNDAA megpróbálja visszaszerezni a 2009-ben elvesztett területeinek egy részét.

## Összetűzések
Hatévnyi viszonylagos nyugalom után a kínai-burmai határ közeléből, Shan államnak a Kokangi Önigazgatási Zónájából, Laukkaingból 2015. február 9-én összecsapásokról érkeztek hírek. A kokangi önigazgatási zóna visszaszerzésén dolgozó MNDAA-csapatok február 9-én megtámadták Mawhtike közelében a burmai hadsereg állásait. A burmai hadsereg erősítésének megérkezte után, február 10-én reggel harcok törtek ki Tashwehtanban, Laukkaitól északnyugatra.
A Mianmari Új Fény nevű állami hírlap szerint február 12-én a kormányhoz hű kokangi egységeket otthagyó 200 kokangi hitehagyott Konkyan közelében megtámadott és ágyúzott egy katonai bázist
Egy február 17-ei laukkai támadás után az MNDAA katonái megtámadta a Mianmari Vöröskereszt egyik konvoját, melyen jól láthatóan fel volt tüntetve a vörös kereszt, s melyben a szervezet munkatársai utaztak legalább két újságíró kíséretében. Az ötperces tűzharcban a konvoj két utasa megsérült. Az MNDAA szóvivője, Tun Myat Lin a vádakat határozottan visszautasította.
A Ta-ang Nemzeti Felszabadító Hadsereg (TNLA) és az Arakan Hadsereg (AA) szintén harcba szállt az MNDAA oldalán. Néhány forrás szerint a Kachin Függetlenségi Hadsereg (KIA), az Egyesített Wa Állami Hadsereg és a Nemzeti Demokratikus Szövetség Hadserege[ is részt vett, de  a KIA cáfolta, hogy közük lenne a harcokhoz.
Egyesek szerint az MNDAA-t a pozíciójából 2009-ben a kormánybarát kokang szervezetek által elűzött, és azóta viszonylagos visszavonultságban Kínában élő Pheung Kya-shin irányította.

## Civilek és menekültek
A konfliktus miatt 40-50 ezer embernek kellett elmenekülnie, akik közül sokan a határ kínai oldalán kértek menedéket, de 4500-an ezen felül Shan állam Lashio városában kerestek támogatást.
Május 13-án bombatámadás érte Kínában Lincang közelében az egyik cukornádültetvényt, melyben négy ember meghalt és további kilenc megsebesült. A kínai kormány az ügy részletes kivizsgálását követelte. A burmai kormány egy nyilatkozatban elismerte a határon átnyúló támadást, mely miatt egyúttal sajnálatát fejezte ki.

## Gyermekharcosok
2015. márciusban a Reuters arról számolt be, hogy az MNDAA oldalán gyermekkatonákat is felhasználtak a konfliktus alatt.

## Külföldi támogatás
Ye Htut burmai információs miniszter felszólította a kínai kormányt, hogy tartson féken minden olyan kínai tisztviselőt, aki a határ túloldalán támogatja a felkelőket. A Myanmari Hírszerzés szerint az, MNDAA seregeit volt kínai katonák is segítették, akiket zsoldosként toboroztak a zászlajaik alá. A kínai kormány azonban azt állította, semmiféle katonai segítséget nem nyújtott az MNDAA részére, a TNLA szóvivője pedig visszautasította a mianmari kormány vádjait.

## Külső hivatkozások
- Thousands of Myanmar refugees flee violence to China

Koordináták: é. sz. 23° 41′ 30″, k. h. 98° 45′ 45″23.691667°N 98.762500°E